# مجلس ورمس

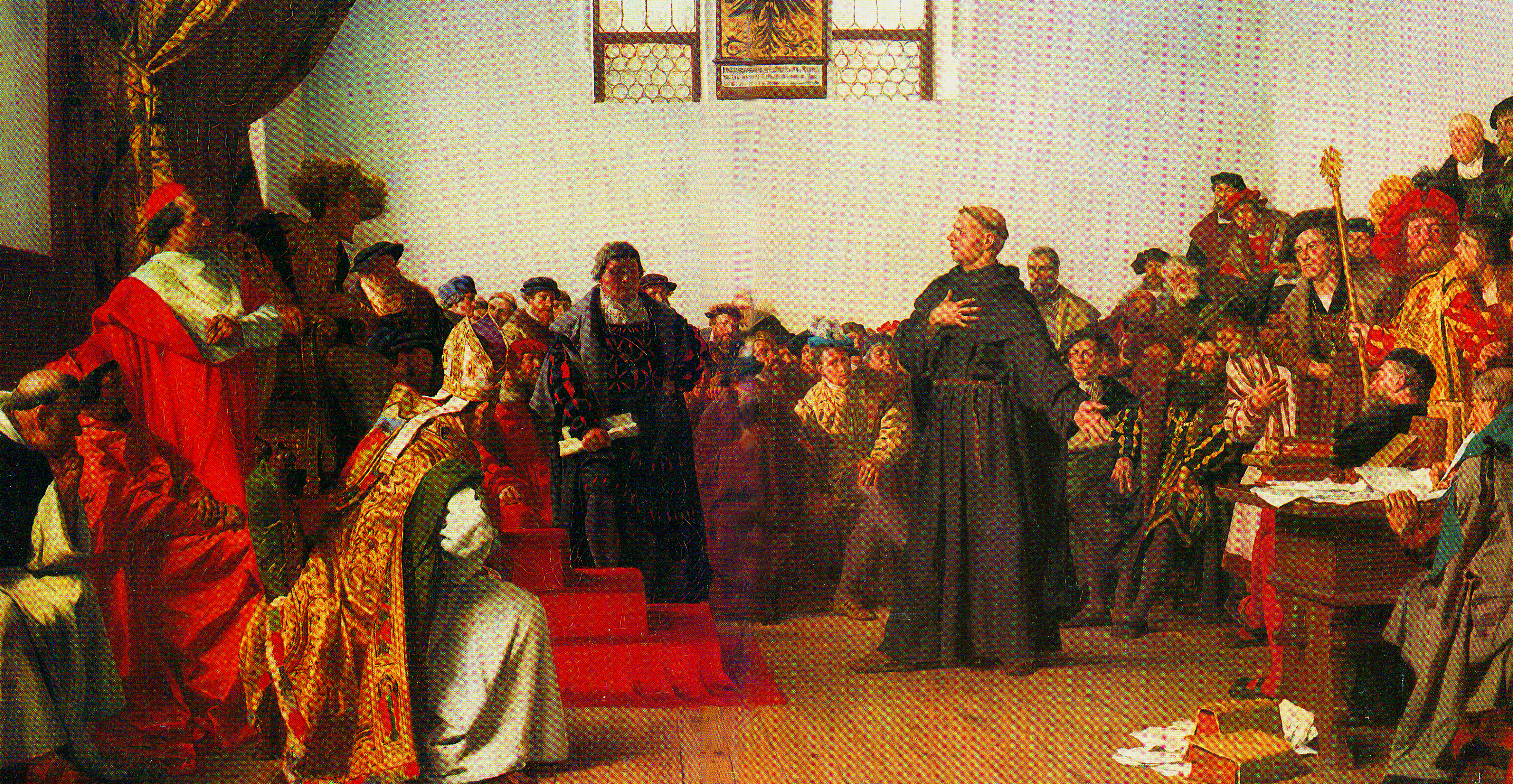
لوتر در مجلس ورمس, اثر آنتون فن ورنر، ۱۸۷۷

مجلس ورمس (آلمانی: Reichstag zu Worms) یک دیت امپراتوری در امپراتوری مقدس روم بود که در باغ هلی‌شاف در ورمس برگزار شد که در آن زمان یک شهر آزاد امپراتوری بود. دیت امپراتوری جمع شدن رسمی همهٔ امرای امپراتوری برای بررسی یک یا چند مسئله بود. مهمترین تصمیم گرفته شده در این مجلس، که به فرمان ورمس معروف است در مورد مارتین لوتر و تأثیرات اصلاحات پروتستانی بود. این مجلس در ۲۸ ژانویه ۱۵۲۱ به ریاست امپراتور مقدس روم کارل پنجم شکل گرفت.
در سال‌های دیگری چون ۸۲۵، ۹۲۶، ۱۰۷۶، ۱۱۲۲، ۱۴۹۵ و ۱۵۴۵ نیز در شهر ورمس دیت امپراتوری برگزار شد ولی عبارت
مجلس ورمس معمولاً برای اشاره به مجلس سال ۱۵۲۱ به کار می‌رود.
نخستین چالش کارل مقابله با اصلاح‌گر دینی مارتین لوتر بود. او به این منظور نخستین دیت امپراتوریش را در ۲۵ ژانویه ۱۵۲۱ در شهر ورمس (که در آن زمان یک شهر آزاد امپراتوری بود) تشکیل داد و مارتین لوتر را احضار کرد تا از آرای خودش دفاع کند.
پس از اینکه آنکه لوتر حاضر نشد نوشته‌های خود را پس بگیرد و مجلس را ترک کرد، کارل فرمان ورمس را صادر کرد و در آن تعالیم لوتر را رد کرد و عملاً علیه اصلاحات پروتستانی اعلان جنگ کرد. با این حال کارل پس از مجلس ورمس سیاست اعتدال‌گرایی و مدارا را با لوتر و پیروانش در پیش گرفت.